# Soulsister
Soulsister est un groupe belge de pop fondé par Jan Leyers (en) et Paul Michiels (en) en 1986. Le groupe a existé jusqu’en 1995 puis s'est reformé en 2007. Soulsister est aussi appelé SoulSister, les Soul Sisters ou encore Leyers, Michiels, and SoulSister.
Jan Leyers (en) était précédemment membre du groupe de rock Beri-Beri, tandis que Paul Michiels a appartenu au groupe de rock britannique Octopus (en) (1973-1980) et a eu une carrière d'artiste solo.

## Discographie

### Albums
- 1988 : It Takes Two
- 1990 : Heat
- 1992 : Simple Rule
- 1994 : Swinging Like Big Dogs
- 2008 : Closer

### Singles
- 1988 : "Like a Mountain"
- 1988 : "The Way to Your Heart"
- 1989 : "Blame You"
- 1990 : "Downtown"
- 1990 : "Through Before We Started"
- 1991 : "Company"
- 1991 : "Facing Love"
- 1991 : "She's Gone"
- 1992 : "Broken"
- 1992 : "Locks and Keys"
- 1993 : "Promises"
- 1993 : "Ain't That Simple"
- 1994 : "Tell Me What It Takes"
- 1994 : "Wild Love Affair"
- 1995 : "Crush"
- 1995 : "I Need Some Time"
- 1997 : "Try Not to Cry"
- 2007 : "Back in a Minute"
- 2008 : "How Many Waterfalls"